# لويس هومبيرتو غوميز غالو
لويس هومبيرتو غوميز غالو (بالإسبانية: Luis Humberto Gómez Gallo)‏ هو مهندس وسياسي كولومبي، ولد في 26 يونيو 1962 في إيباغيه في كولومبيا، وتوفي بنفس المكان في 25 ديسمبر 2013 بسبب نوبة قلبية. حزبياً، نشط في حزب المحافظين الكولومبي. وقد انتخب عضو مجلس الشيوخ في كولومبيا.